# Zaluzianskya gilioides
Zaluzianskya gilioides là một loài thực vật có hoa trong họ Huyền sâm. Loài này được Schltr. miêu tả khoa học đầu tiên.